# Asztali számítógép
Az asztali számítógép retronim kifejezés olyan személyi számítógépet (PC) vagy munkaállomást jelent, amely a többfelhasználós számítógépeknél általában kisebb helyen, a hordozható eszközökhöz képest viszonylag kötött helyen (például egy íróasztalon) működik. 
A mikroprocesszoros rendszerek fejlődésének és világméretű elterjedésének köszönhetően az asztalon elférő számítógépek rendkívül ismertté váltak. Manapság a kifejezés általában a számítógépház formájára, méretére értendő. Az asztali számítógépek külseje ma már széles skálát jelent a hagyományos álló- vagy fekvőházaktól az LCD képernyők hátsó részébe épített minimális súlyú és méretű gépekig. Az asztali számítógép kifejezés (különösen angolszász nyelvterületeken) horizontális orientáltságú házat, rá elhelyezett monitort jelent, ezzel is helyet spórolva az íróasztalon. A legtöbb modern asztali számítógépnek külön monitora és billentyűzete van.

## „Minden egyben”
Az úgynevezett „all in one” (minden egyben) gépek rendkívül helytakarékosak, ahol az alaplap (és a járulékos alkatrészek) abban a burkolatban vannak mint a képernyő. Az Apple számos ilyen modellt alkotott, például a Macintosh 128k és az iMac. Néhány korai 8 bites gép is ebbe a kategóriába tartozott már, például a Commodore PET vagy Kaypro II. Ezek a gépek rendkívül könnyedén hordozhatóak, de még mindig asztali számítógépnek számítanak.
A laptopoktól és a hagyományos asztali gépektől eltérően, az ebbe a kategóriába tartozó gépek általában rendkívül nehezen bővíthetők, alkatrészeik cseréje nem olyan könnyű, mint a PC-k esetén, továbbá modellfüggően számos alkatrészük teljesen integrálva van az alaplappal, így azok nem cserélhetőek olyan fokú szabadsággal. Viszont lassan de biztosan egyre inkább teret hódítanak maguknak. Némiképp visszaszorítva ezzel a hagyományos asztali számítógépeket a számítástechnika világában.

## Összehasonlítás laptopokkal
Az asztali számítógépek egyik fő előnye más típusú, nagyobb integráltsággal rendelkező gépek esetén (mint amilyenek a notebookok), az alkatrészek közötti nagyobb fokú szabványosítás, amely adott esetben olcsóbbá teheti az elromlott, vagy elavult részegységek cseréjét. Például, a piac asztali számítógépei közül szinte mindegyik az ATX szabványt használja. Így (egyéb feltételek szempontba vételével) a gépház, az alaplap, és a tápegység szabadon cserélhető. Az asztali számítógépek bővítése újabb egységekkel olyan szabványos bővítőhelyek igénybevételével történhet, mint a PCI, a PCI Express, amelyekből általában több is rendelkezésre áll. Ezzel szemben a hordozható gépek általában egyetlen MiniPCI és PCMCIA bővítőhellyel rendelkeznek. Ez több más szemponttal együtt azt jelenti, hogy az asztali gépek olcsóbban, és egyszerűbben bővíthetőek.
Általában egy asztali számítógéphez képest, egy hasonló tudású laptop akár 3-szor többe is kerülhet, bár az árak összehasonlításánál figyelembe kell venni, hogy egy laptop néhány alapvető, a számítógéphez kapcsolódó perifériát (monitort, egeret, billentyűzetet) beépítve tartalmaz, egyéb eszközök, pl. akkumulátor, Wi-fi adapter, vezeték nélküli internet modem, stb.
Egy másik előny a hálózati áramforrásról való működés, így nem kell a kritikus szempontok közé emelni az áramfogyasztási kérdéseket.

## Asztali számítógépek és az egészség
Nem megfelelően összeállított asztali gépek esetén ergonómiai problémák léphetnek fel, úgy mint szemszárazság, fejfájás, csukló- és kézfejbántalmak. Például, általában az asztalra helyezett billentyűzet és egér túl magasan helyezkedik el, vagy a nem megfelelően beállított CRT monitor túl alacsony képfrissítési ráta mellett fejfájást idézhet elő, és a használatot is megnehezíti a villódzó képernyő miatt.